# Буддизм в Україні
Буддизм в Україні є четвертою за чисельністю вірян релігія після християнської,  ісламської та юдейської (станом на 2018 рік). Він існує на теренах України з XIX століття, а його суттєве вкорінення та розповсюдження відбулось у другій половині XX століття, в період радянської влади. Цьому сприяла імміграція з країн Східної та Південно-Східної Азії з переважно буддійським населенням, особливо з В'єтнаму та Кореї, що відбувалася в контексті геополітичних змін та міждержавних відносин між СРСР та країнами соціалістичного табору.
Точне визначення чисельності послідовників буддизму в Україні є проблематичним через обмеженість достовірних джерел інформації та ускладненого підрахунку, зумовленого відсутністю єдиної інституціоналізованої структури. Згідно з останніми доступними даними кількість самоідентифікованих буддистів становить приблизно 50 000 (2013), трохи понад 0,1% від загальної кількості населення. За даними опитування Центру Разумкова у 2018 році, відсоток буддистів складав 0,1%. Офіційні дані Департаменту у справах релігій та національностей Міністерства культури України станом на 1 січня 2019 року свідчать про наявність 57 діючих громад, одного монастиря, трьох недільних шкіл, одного періодичного видання та активного вебсайту. Однак ці дані не охоплюють всіх прихильників буддизму, особливо тих, хто практикує індивідуально або в неформальних групах.
Половина українських буддистів - це в'єтнамці, меншість китайці, тайці, українці.

## Історія
Буддизм був поверхнево відомий в Україні здавна завдяки контактам між українськими козаками та калмиками-буддистами ще в 17 сторіччі. Перший такий контакт датується 1689 роком, коли український гетьман Дем'ян Многогрішний був засланий до Бурятії, започаткувавши там українську діаспору. Таким чином, українська козацька старшина почала формувати діаспору в Бурятії. Також значущою подією був візит буддійського посла А. Доржиєва в Україну у 1900 році, метою якого було сприяння поширенню буддизму в Російській імперії. Однак, попри ці факти, контакти з буддизмом залишалися поверховими, без створення стійких громад чи глибокого інтересу серед інтелігенції.
Справжній інтерес до філософських та етичних аспектів буддизму зародився вперше серед української інтелігенції та наукової спільноти з'явився лише у 19 столітті. Тісні контакти з буддизмом були перервані за радянських часів, коли інтерес до вчень, відмінних від радянської ідеології, переслідувався. Як наслідок, цей інтерес не міг задовольнятися відкрито і зростав тільки в певних колах. Тоді буддизм особливо поширювався як альтернативна світоглядна система панівній комуністичній ідеології. У 1989 році, коли політичний та ідеологічний тиск послабився, почалися перші систематичні публічні лекції, проповіді та уроки з буддології. Буддизм почав поширюватися інституціалізовано та огортати ширші верстви населення.
Варто зазначити, що, згідно з твердженнями дослідника Ігоря Колесника, український буддизм розвивався паралельно і в контексті поширення буддійських вчень на Заході. Однак, він також підкреслює наявність унікальних факторів, що стримували інтенсивність цього процесу в Україні порівняно з західними країнами. Зокрема, Колесник вказує на відсутність значних міграційних потоків зі східних, традиційно буддійських країн, або ж тісної взаємодії з буддійськими народами, що, на противагу, було характерним для Росії. Крім того, тривале перебування України у складі Радянського Союзу, де державна політика активно пропагувала атеїзм, також суттєво вплинуло на темпи поширення буддизму. Ці фактори, на думку Колесника, зумовили відносно пізній початок систематичного розвитку буддизму на теренах України.
2007 року у місті Харків місцевою в'єтнамською громадою був збудований храм "Чук Лам". З в'єтнамської мови назва перекладається як "Бамбуковий ліс". Серед головних визначних пам'яток комплексу Чук Лам - розкішна пагода висотою 35 метрів, 15-метрові ворота з оригінальним орнаментом, а також бронзовий дзвін, за допомогою якого парафіяни відганяють злих духів. Також тут розташовані статуї різних покровителів в'єтнамського буддизму, серед яких значиться вождь соціалістичного В'єтнаму Хо Ши Мін.

## Поширення

### Тгеравада
В Україні проводяться курси медитації Віпассана за традицією Саяджі У Ба Кхіна, як її викладає С. Н. Ґоєнка. Ґоєнка був одним з провідних учнів У Ба Кхіна і зіграв ключову роль у поширенні цієї техніки медитації по всьому світу. Хоча ця техніка має корені в буддійській традиції Тхеравади, як зазначає У Ба Кхіна, вона викладається як універсальний, несектантський метод.
Україну відвідує визначний практик буддійської медитації віпассана, Аджан Губерт, який присвятив десятиліття свого життя духовному розвитку в Таїланді. Після повернення з Азії, Аджан Губерт зосередив свої зусилля на просвітницькій діяльності, спрямованій на популяризацію медитативних практик віпассани серед населення пострадянських країн, включаючи Росію та Україну.

### Магаяна

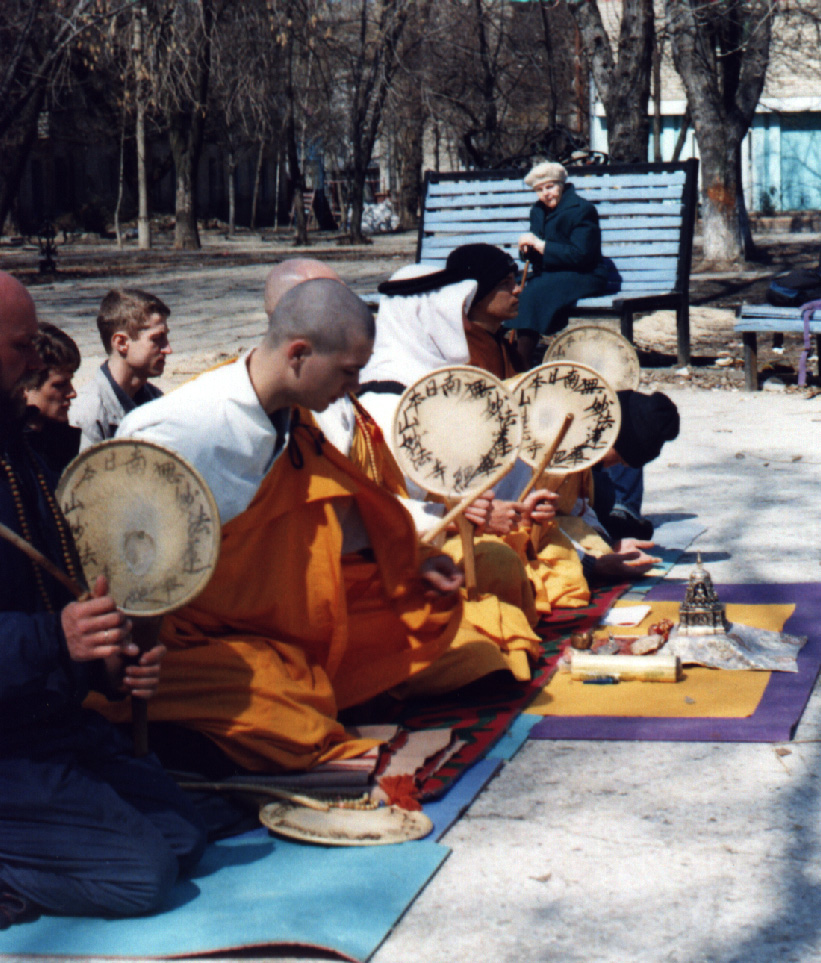
Буддисти ордену Ніппондзан Мьоходзі

У 1988 році буддистський монах Дзюнсей Терасава з Японії вперше відвідав Радянський Союз і провів церемонію на Красній площі Москви. Після розпаду СРСР він регулярно приїздив до Росії та новоутворених країн, поширюючи вчення Лотосової Сутри. У 1992 році в Москві була заснована перша Сангха монахів-буддистів, відкритий Інститут буддизму та розпочато переклад Лотосової Сутри російською. Того ж року в Україні відбулося перше посвячення в монахи-бодхісаттви Лотосової Сутри. Терасава організовував марші миру, зокрема в Криму під час загострення ситуації в 1994 році. Він зазначав особливий зв'язок України з Лотосовою Сутрою. Разом зі своїми учнями Терасава проводив марші протесту проти війни Росії в Чечні. Він закликав до усвідомлення реальної небезпеки та досягнення нового рівня духовності понад культурними відмінностями на основі єдності всіх живих істот згідно з принципами Лотосової Сутри.
Дослідник О. Савченко відзначав, що першим українським монахом цього ордену став Сергій Коростильов, а першим українським учнем Терасави — Олександр з Харкова. На його думку, українська сангха народилася в Москві і в її розвитку можна виділити чотири етапи. Перший етап завершився з початком чеченської війни у 1994 році, коли орден долучився до антивоєнного руху. Другий етап пов'язаний з Широким Маршем Миру 2000 року в Харкові. Третій етап із 2001 до Помаранчевої революції позначений занепадом сангхи. Четвертий період характеризується участю членів у акціях на Майдані та дозволом побудувати Велику ступу у м. Паньківка.
З кінця 80х – початку 90х років, завдяки японському буддійському монаху Терасаві Дзюнсею, буддійські громади цієї школи з'явилися в Києві, Донецьку, Харкові та інших містах України. Станом на 2024 рік функціонують повноцінно лише 2 громади, а саме в м. Ірпінь, а також с. Крипопілля, що на Закарпатті, куди вони мусили виїхати через російсько-українську війну.

### Дзен
Дзен-буддизм в Україні репрезентований, зокрема, школою «Дзен Сото Сандо Кайсена», яку у Європі заклав Мокудо Тайсен Дешімару. Громади цієї спільноти локалізовані в Києві та Харкові, де практикується дзадзен, організовуються ретрити та викладається вчення Будди.

### Ваджраяна
Найбільші громади та групи належать до тибетського напрямку буддизму. Найпоширенішими серед них є Карма Каг'ю, головного відгалуження тибетської школи Каг'ю-па. Вони об'єднані у всеукраїнський релігійний центр «Українська Асоціація Буддистів Школи Карма Каг'ю». Релігійний центр Карма Каг'ю знаходиться під духовним керівництвом Г'ялви Кармапи XVII Тхає Дордже та скеровується Ламою Оле Нідалом. Центр є частиною міжнародної спільноти буддистів традиції Карма Каг'ю у світі.
Також є представлена лінія Дрікунґ Каґ'ю. Так 17 січня 2006 року в Києві було офіційно зареєстровано «Дрікунґ Спільноту Ратнашрі» — буддійський центр, заснування якого стало результатом колективних зусиль Ґарчена Рінпоче та його послідовників. Цей київський осередок, перший у Східній Європі під духовним наставництвом Рінпоче, є інтегральною частиною глобальної мережі центрів, що функціонують під його егідою. Протягом свого існування, центр мав честь приймати ряд визначних духовних лідерів та вчителів тибетського буддизму, серед яких — сам Ґарчен Рінпоче, а також Кхенчен Рінпоче, Нубпа Рінпоче, Друпон Єше Рінпоче, Друпон Церінґ Рінпоче, Лама Дава Занґ, Друпон Єше Занґмо та Кхенпо Самдруп.
Також українці практикують он-лайн медитації в традиції Карма Каг'ю безпосередньо з Йонге Мінг'юр Рінпоче.
В Україні представлена буддійська традиція Ґомде, заснована на вченнях Ранґджунґ Єше, яка має громади практикуючих у декількох містах країни. Зокрема, ця буддійська спільнота має дгарма-центри у Києві, Львові, Харкові та групу практикуючих в Одесі.
У сучасній Україні функціонують чотири осередки міжнародної буддійської організації Шамбала, яка була заснована відомим тибетським вчителем і ламою школи Каг'ю, Чоґ'ямом Трунґпою Рінпоче (1939-1987). Ця організація, яка поширює вчення та практики тибетського буддизму, адаптовані для західного світу, має на меті сприяти розвитку медитації, вивченню буддійської філософії та культивуванню просвітленого суспільства. Центри Шамбала в Україні є частиною глобальної мережі, яка охоплює численні країни та континенти, сприяючи міжкультурному діалогу та духовному розвитку в контексті глобалізованого світу.
Також існує в Україні «Духовне управління буддистів України», що було засноване у 1993 році як об'єднання різних громад під керівництвом Дорже Жамбо Чойдже-лами (Олега Мужчіля). Основна діяльність велася у Донецькій та Луганській областях до 2014 року. Раніше діяв монастир Шейчен-лінг у селі Ольгінка (Донецька область). Наразі організація має активний сайт, де публікуються новини, зокрема про діяльність Пема Дудула (Сергія Дудка), який заснував Відкриту Буддійську Академію у 2019 році. Деякі джерела ставлять під сумнів автентичність зв'язку Дорже Жамбо та Пема Дудула з традиційними вчителями та лініями передачі через розмивання меж між традиційним і новим буддизмом, особливо на Заході.
В Україні представлена також школа Ньїнґма також здобула значну кількість послідовників. Це підтверджується візитами впливових духовних лідерів, таких як Дзонґсар Кхєнце Рінпоче, відомий вчений та автор, та Патрул Рінпоче, який продовжує традицію свого знаменитого попередника XIX століття. Крім того, під керівництвом Ґ'єтрула Джіґме Рінпоче, визнаного майстра традиції Ньїнґма та лінії Ріпа, в Україні функціонує буддійський центр «Ріпа».
В Україні функціонує організація для популяризації вчення Дзоґчен. Лідером цієї світової мережі організацій був Намкай Норбу Рінпоче (пом. 2018). Організація проводить семінари, навчання та релігійні практики. Дзоґчен-спільнота в Києві виникла у 2002 році після того, як Чоґ'ял Намкай Норбу дарував учення в Криму. У 2005 році відбулася відкрита лекція Вчителя, яку відвідало близько 600 осіб. Спільнота офіційно зареєструвалася як релігійна організація. У 2009 році вона орендувала приміщення, яке Чоґ'ял Намкай Норбу назвав «Ташилінґ» («Місце удачі»), а в 2013 році — «Тобг'яллінґ» («Місце царственого потенціалу»).
Буддійською спільнотою «Ранґджунґ Єше» будується храм Джанґчуб Чолінґу у селі Хомівка Житомирської області.

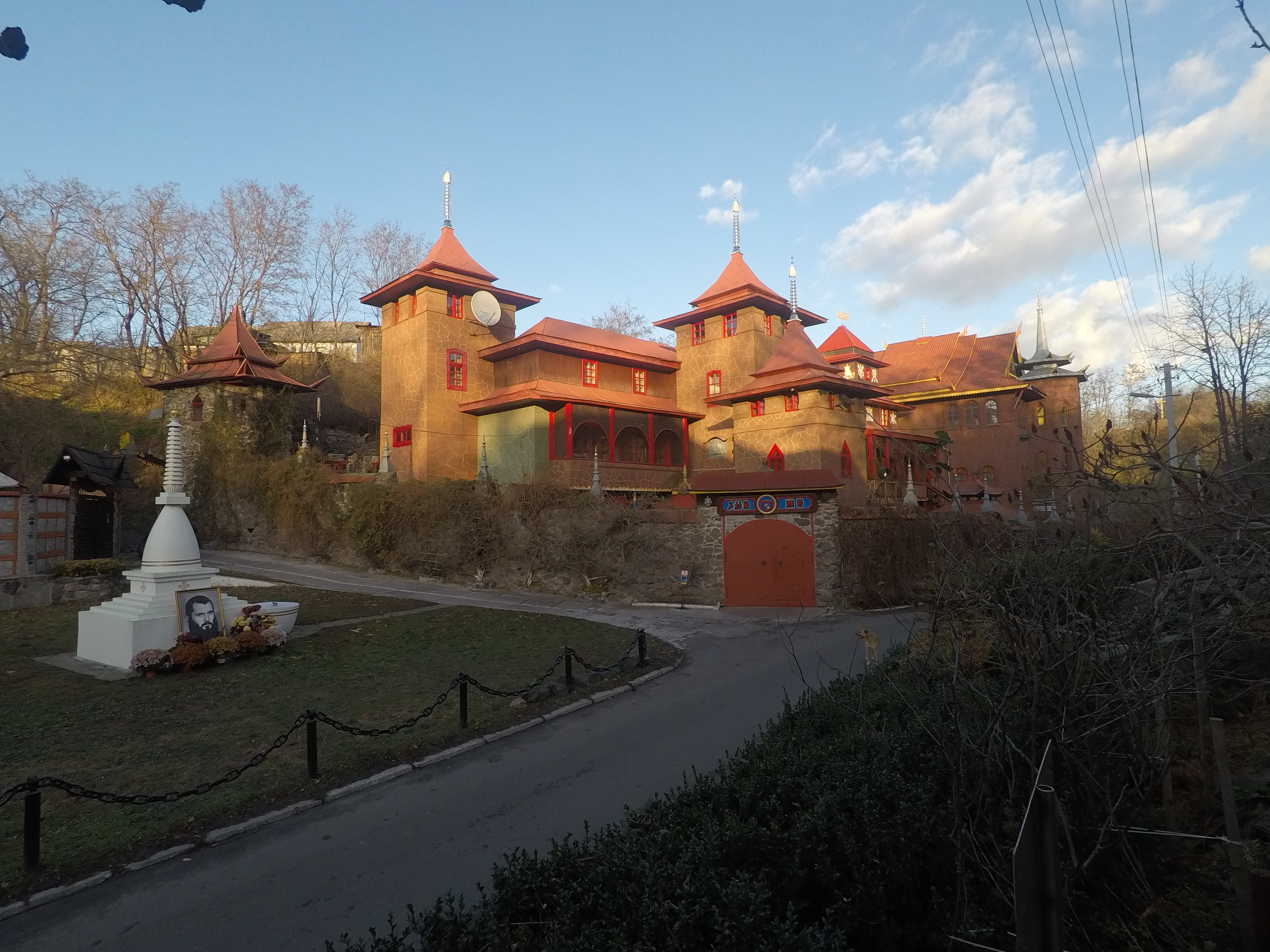
Храм Білого Лотоса у місті Черкаси

### Необуддизм
Синкретизм, еклектичне поєднання різноманітних релігійних та філософських елементів, є характерною рисою багатьох сучасних духовних рухів, зокрема тих, що належать до течії Нью Ейдж. Ці рухи нерідко інтерпретують та адаптують доктрини різних традицій, включаючи буддизм, у контексті, що суттєво відрізняється від їхнього первинного значення. Показовим прикладом такого феномену є релігійна організація «Білий лотос», заснована Володимиром Скубаєвим на основі спортивного клубу.
Доктрина «Білого лотосу» являє собою синтез елементів, запозичених з різних світових релігій та духовних традицій, зокрема буддизму, індуїзму, християнства та ісламу. Крім того, вона інтегрує практики давньокитайської школи бойових мистецтв кунг-фу. Ця еклектична композиція відображає тенденцію до синкретизму, що є характерною для багатьох новітніх духовних рухів.
Структура громади «Білого лотосу» характеризується замкнутістю та суворою ієрархічною організацією, де центральну роль відіграє особистість засновника, Володимира Скубаєва. Такий устрій є типовим для деяких сучасних релігійних груп, де харизматичний лідер займає ключову позицію в духовній та організаційній ієрархії.

## Буддологія
У розвитку буддології в Україні важливу роль відіграли дослідження Юрія Завгородного. Він одним з перших вивчив історичні зв'язки України з буддійськими народами, зокрема калмиками, бурятами та монголами.
У сучасній Україні значним внеском у розуміння буддійської філософії стала монографія Анастасії Стрєлкової «Буддизм: філософія порожнечі». У ній авторка сміливо аналізує розвиток концепції порожнечі в різних напрямах буддизму. Це одна з перших вітчизняних праць, що повністю відповідає сучасним тенденціям світової буддології.
З 2003 року активним центром буддологічних досліджень став Сходознавчий гурток НаУКМА. Один з перших семінарів був присвячений бурятському буддологу Бідії Дандарону. У 2013-2018 роках тут обговорювалися різноманітні теми: від містичних практик суфізму до природи свідомості в тибетському буддизмі, що свідчить про широке коло інтересів та глибину досліджень.
У 2021 році був створений  історико-філософський дослідницький проєкт на чолі з відомим санскритологом Андрієм Скібіцьким, а також професоркою академії наук України Оленою Калантаровою, під назвою «BudLab» (англ. Buddhological Laboratory, дос. «Буддологічна лабораторія») спрямований на розширення зв'язків із зарубіжними науковими спільнотами та інтеграцію українського буддознавства у світове професійне середовище.

## Українські буддисти
- Олег Мужчиль — український релігійний діяч, буддист. Він був відомий під псевдонімами Дорже Жамбо Чойдже-лама, «друг Лісник» та Сергій Аміров. Мужчиль був активним прихильником тибетської гілки буддійської традиції Ваджраяна — школи Ньїнґма-па. У 1993 році він почав розбудовувати громади цієї традиції в Україні. Олег Мужчиль також був відомий своїми політичними поглядами. Він був націоналістом, революціонером та шпигуном, що викликало суперечки щодо його ролі в українській політиці. Після його загибелі в 2015 році, СБУ стверджувала, що він був російським агентом, що виїжджав за кордон під підробленими паспортами[31][32].
- Остап Вон Гак — відзначний український дзен-монах, який вважається одним з перших бгікшу (повністю висвячених монахів) у цій традиції та має значний вплив. Уродженець Львова, Вон Гак здобув досвід медитативних практик як під керівництвом японських дзен-буддистів, так і китайських даосів. У 2018 році він успішно завершив п'ятирічну програму з вивчення медитації. Окрім того, Вон Гак здійснив вагомий внесок у перекладацьку діяльність, зокрема, працюючи над перекладом буддійського тексту «Джвандзі» під час перебування в буддійському монастирі[33][34].